# Dikter (bok av Hansson)
Dikter är en diktsamling från 1884 av den svenske författaren Ola Hansson. Det var Hanssons debutverk.

## Innehåll
- Till min moder
- Allting godt
- Idyller
- Ur djupen
- Siesta
- Serenad
- Bröllop
- Natt-tankar
- På söndagsförmiddagen
- Till våra »idealister»
- En liten historia
- Naturens urval
- I vårtiden
- Gallblommor
- Blomsterlif
- Natur
- Tö
- Då våren bräcker
- Vid ängskärret
- Romantik
- På kyrkogården
- Silhouett
- Vid blomsterbordet
- Ögonmagt
- Toner
- Skuggspel
- Vid Bartolomeustid
- Utbyte
- Mar-ridt
- I senhöstnätter
- På cirkus
- På vandring